# Community Shield
La Football Association Community Shield (antigament Charity Shield) és un trofeu anual disputat a Anglaterra, on juguen el campió de la Premier League i la FA Cup de la passada temporada. Si un equip fa un doblet (la Premier i la Copa), llavors es juga amb el segon classificat de la lliga. El partit es juga al començament de la temporada, tradicionalment a l'Estadi de Wembley. Durant el temps de la seva renovació, 2000 a 2007, es disputà al Millennium Stadium de Cardiff.

## Història
La copa es va jugar per primera vegada la temporada 1908-1909, reemplaçant la Sheriff of London Charity Shield, que es començà a jugar des de 1898-99 (encara que la Sheriff of London Charity Shield reaparegué després en dues ocasions al costat de la Charity Shield). Els partits eren entre professionals i amateurs. El primer partit va ser entre el Manchester United (professionals) i el Queens Park Rangers (amateurs). La competició no era gaire ben considerada, els jocs eren informals, encara que els equips es preparaven molt per al partit.
Després, els partits de professionals contra amateurs va ser rebutjat, i el format de la competició gradualment va evolucionar en partits normals entre els guanyadors de la lliga i la copa. Encara que va haver excepcions, com la shield de 1950, on van jugar la selecció d'Anglaterra de la Copa Mundial contra el guanyador de la Copa, que havia fet un tour pel Canadà en aquells moments.
La data del joc va ser moguda al començament de la temporada el 1959, i el 1974 el secretari de la FA, Ted Croker, va crear el format actual amb els partits sempre sent jugats entre el guanyador de la lliga i la copa a l'estadi nacional i els ingressos destinats a caritat. El partit és decidit en el mateix dia amb temps extra i tirs de penals en cas d'empat, encara que entre 1975 i 1993 es compartí el trofeu si s'empatava.
Amb la formació d'una nova lliga, la Premier League, la shield va ser entre el guanyador de la Premier League i la FA Cup, des de 1993. La competició va ser redenominada com la Community Shield l'any 2002. Una petita quantitat és destinada a la caritat, mentre que la resta és per a reformar la competició. L'equip més reeixit en la competició és el Manchester United, guanyador en 21 ocasions. La major quantitat de gols va ser el 1911, quan el Manchester United golejà 8-4 el Swindon Town.

## Palmarès (clubs)
(Actualitzat amb l'edició de 2025.)
| Equip                      | Títols | Anys (*el títol fou compartit)                                                                                                   |
| -------------------------- | ------ | --- |
| Manchester United FC       | 21     | 1908, 1911, 1952, 1956, 1957, 1965*, 1967*, 1977*, 1983, 1990*, 1993, 1994, 1996, 1997, 2003, 2007, 2008, 2010, 2011, 2013, 2016 |
| Arsenal FC                 | 17     | 1930, 1931, 1933, 1934, 1938, 1948, 1953, 1991*, 1998, 1999, 2002, 2004, 2014, 2015, 2017, 2020, 2023                            |
| Liverpool FC               | 16     | 1964*, 1965*, 1966, 1974, 1976, 1977*, 1979, 1980, 1982, 1986*, 1988, 1989, 1990*, 2001, 2006, 2022                              |
| Everton FC                 | 9      | 1928, 1932, 1963, 1970, 1984, 1985, 1986*, 1987, 1995                                                                            |
| Tottenham Hotspur FC       | 7      | 1921, 1951, 1961, 1962, 1967*, 1981*, 1991*                                                                                      |
| Manchester City FC         | 7      | 1937, 1968, 1972, 2012, 2018, 2019, 2024                                                                                         |
| Chelsea FC                 | 4      | 1955, 2000, 2005, 2009 |
| Wolverhampton Wanderers FC | 4      | 1949*, 1954*, 1959, 1960* |
| Leeds United               | 2      | 1969, 1992 |
| Leicester City FC          | 2      | 1971, 2021 |
| West Bromwich Albion FC    | 2      | 1920, 1954* |
| Burnley FC                 | 2      | 1960*, 1973 |
| Newcastle United FC        | 1      | 1909 |
| Brighton & Hove Albion FC  | 1      | 1910 |
| Blackburn Rovers FC        | 1      | 1912 |
| Huddersfield Town          | 1      | 1922 |
| Cardiff City FC            | 1      | 1927 |
| Sheffield Wednesday FC     | 1      | 1935 |
| Sunderland AFC             | 1      | 1936 |
| Bolton Wanderers FC        | 1      | 1958 |
| Derby County FC            | 1      | 1975 |
| Nottingham Forest FC       | 1      | 1978 |
| Portsmouth FC              | 1      | 1949* |
| West Ham United FC         | 1      | 1964* |
| Aston Villa FC             | 1      | 1981* |
| Crystal Palace FC          | 1      | 2025 |

## Historial
| Any  | Vencedor                    | Resultat                | Finalista                  |
| ---- | --------------------------- | ----------------------- | -------------------------- |
| 1908 | Manchester United FC        | 4 - 0                   | Queens Park Rangers FC     |
| 1909 | Newcastle United FC         | 2 - 0                   | Northampton Town FC        |
| 1910 | Brighton and Hove Albion FC | 1 - 0                   | Aston Villa FC             |
| 1911 | Manchester United FC        | 8 - 4                   | Swindon Town FC            |
| 1912 | Blackburn Rovers FC         | 2 - 1                   | Queens Park Rangers FC     |
| 1913 | Anglaterra Professionals    | 7 - 2                   | Anglaterra Amateurs        |
| 1920 | West Bromwich Albion FC     | 2 - 0                   | Tottenham Hotspur FC       |
| 1921 | Tottenham Hotspur FC        | 2 - 0                   | Burnley FC                 |
| 1922 | Huddersfield Town FC        | 1 - 0                   | Liverpool FC               |
| 1923 | Anglaterra Professionals    | 2 - 0                   | Anglaterra Amateurs        |
| 1924 | Anglaterra Professionals    | 3 - 1                   | Anglaterra Amateurs        |
| 1925 | Anglaterra Amateurs         | 6 - 1                   | Anglaterra Professionals   |
| 1926 | Anglaterra Amateurs         | 6 - 3                   | Anglaterra Professionals   |
| 1927 | Cardiff City FC             | 2 - 1                   | Corinthians FC             |
| 1928 | Everton FC                  | 2 - 1                   | Blackburn Rovers FC        |
| 1929 | Anglaterra Professionals    | 3 - 0                   | Anglaterra Amateurs        |
| 1930 | Arsenal FC                  | 2 - 1                   | Sheffield Wednesday FC     |
| 1931 | Arsenal FC                  | 1 - 0                   | West Bromwich Albion FC    |
| 1932 | Everton FC                  | 5 - 3                   | Newcastle United FC        |
| 1933 | Arsenal FC                  | 3 - 0                   | Everton FC                 |
| 1934 | Arsenal FC                  | 4 - 0                   | Manchester United FC       |
| 1935 | Sheffield Wednesday FC      | 1 - 0                   | Arsenal FC                 |
| 1936 | Sunderland AFC              | 2 - 1                   | Arsenal FC                 |
| 1937 | Manchester City FC          | 2 - 0                   | Sunderland AFC             |
| 1938 | Arsenal FC                  | 2 - 1                   | Preston North End FC       |
| 1939 | Portsmouth FC               | 4 - 1                   | Wolverhampton Wanderers FC |
| 1946 | Derby County FC             | 4 - 1                   | Charlton Athletic FC       |
| 1947 | Charlton Athletic FC        | 1 - 0                   | Burnley FC                 |
| 1948 | Arsenal FC                  | 4 - 3                   | Manchester United FC       |
| 1949 | Portsmouth FC               | 1 - 1 (títol compartit) | Wolverhampton Wanderers FC |
| 1950 | Anglaterra                  | 4 - 2                   | Anglaterra B               |
| 1951 | Tottenham Hotspur FC        | 2 - 1                   | Newcastle United FC        |
| 1952 | Manchester United FC        | 4 - 2                   | Newcastle United FC        |
| 1953 | Arsenal FC                  | 3 - 1                   | Blackpool FC               |
| 1954 | Wolverhampton Wanderers FC  | 4 - 4 (títol compartit) | West Bromwich Albion FC    |
| 1955 | Chelsea FC                  | 3 - 0                   | Newcastle United           |
| 1956 | Manchester United FC        | 1 - 0                   | Manchester City FC         |
| 1957 | Manchester United FC        | 4 - 0                   | Aston Villa FC             |
| 1958 | Bolton Wanderers FC         | 4 - 1                   | Wolverhampton Wanderers FC |
| 1959 | Wolverhampton Wanderers FC  | 3 - 1                   | Nottingham Forest FC       |
| 1960 | Burnley FC                  | 2 - 2 (títol compartit) | Wolverhampton Wanderers FC |
| 1961 | Tottenham Hotspur FC        | 3 - 2                   | F.A. XI                    |
| 1962 | Tottenham Hotspur FC        | 5 - 1                   | Ipswich Town FC            |
| 1963 | Everton FC                  | 4 - 0                   | Manchester United FC       |
| 1964 | Liverpool FC                | 2 - 2 (títol compartit) | West Ham United FC         |
| 1965 | Manchester United FC        | 2 - 2 (títol compartit) | Liverpool FC               |
| 1966 | Liverpool FC                | 1 - 0                   | Everton FC                 |
| 1967 | Manchester United FC        | 3 - 3 (títol compartit) | Tottenham Hotspur FC       |
| 1968 | Manchester City FC          | 6 - 1                   | West Bromwich Albion FC    |
| 1969 | Leeds United FC             | 2 - 1                   | Manchester City FC         |
| 1970 | Everton FC                  | 2 - 1                   | Chelsea FC                 |
| 1971 | Leicester City FC           | 1 - 0                   | Liverpool FC               |
| 1972 | Manchester City FC          | 1 - 0                   | Aston Villa FC             |
| 1973 | Burnley FC                  | 1 - 0                   | Manchester City FC         |
| 1974 | Liverpool FC                | 1 - 1 (penals 6 - 5)    | Leeds United FC            |
| 1975 | Derby County FC             | 2 - 0                   | West Ham United FC         |
| 1976 | Liverpool FC                | 1 - 0                   | Southampton FC             |
| 1977 | Manchester United FC        | 0 - 0 (títol compartit) | Liverpool FC               |
| 1978 | Nottingham Forest FC        | 5 - 0                   | Ipswich Town FC            |
| 1979 | Liverpool FC                | 3 - 1                   | Arsenal FC                 |
| 1980 | Liverpool FC                | 1 - 0                   | West Ham United FC         |
| 1981 | Aston Villa FC              | 2 - 2 (títol compartit) | Tottenham Hotspur FC       |
| 1982 | Liverpool FC                | 1 - 0                   | Tottenham Hotspur FC       |
| 1983 | Manchester United FC        | 2 - 0                   | Liverpool FC               |
| 1984 | Everton FC                  | 1 - 0                   | Liverpool FC               |
| 1985 | Everton FC                  | 2 - 0                   | Manchester United FC       |
| 1986 | Everton FC                  | 1 - 1 (títol compartit) | Liverpool FC               |
| 1987 | Everton FC                  | 1 - 0                   | Coventry City FC           |
| 1988 | Liverpool FC                | 2 - 1                   | Wimbledon FC               |
| 1989 | Liverpool FC                | 1 - 0                   | Arsenal FC                 |
| 1990 | Liverpool FC                | 1 - 1 (títol compartit) | Manchester United FC       |
| 1991 | Arsenal FC                  | 0 - 0 (títol compartit) | Tottenham Hotspur FC       |
| 1992 | Leeds United FC             | 4 - 3                   | Liverpool FC               |
| 1993 | Manchester United FC        | 1 - 1 (títol compartit) | Arsenal FC                 |
| 1994 | Manchester United FC        | 2 - 0                   | Blackburn Rovers FC        |
| 1995 | Everton FC                  | 1 - 0                   | Blackburn Rovers FC        |
| 1996 | Manchester United FC        | 4 - 0                   | Newcastle United FC        |
| 1997 | Manchester United FC        | 1 - 1 (penals 5 - 4)    | Chelsea FC                 |
| 1998 | Arsenal FC                  | 3 - 0                   | Manchester United FC       |
| 1999 | Arsenal FC                  | 2 - 1                   | Manchester United FC       |
| 2000 | Chelsea FC                  | 2 - 0                   | Manchester United FC       |
| 2001 | Liverpool FC                | 2 - 1                   | Manchester United FC       |
| 2002 | Arsenal FC                  | 1 - 0                   | Liverpool FC               |
| 2003 | Manchester United FC        | 1 - 1 (penals 4 - 3)    | Arsenal FC                 |
| 2004 | Arsenal FC                  | 3 - 1                   | Manchester United FC       |
| 2005 | Chelsea FC                  | 2 - 1                   | Arsenal FC                 |
| 2006 | Liverpool FC                | 2 - 1                   | Chelsea FC                 |
| 2007 | Manchester United FC        | 1 - 1 (penals 3 - 0)    | Chelsea FC                 |
| 2008 | Manchester United FC        | 0 - 0 (penals 3 - 1)    | Portsmouth FC              |
| 2009 | Chelsea FC                  | 2 - 2 (penals 4 - 1)    | Manchester United FC       |
| 2010 | Manchester United FC        | 3 - 1                   | Chelsea FC                 |
| 2011 | Manchester United FC        | 3 - 2                   | Manchester City FC         |
| 2012 | Manchester City FC          | 3 - 2                   | Chelsea FC                 |
| 2013 | Manchester United FC        | 2 - 0                   | Wigan Athletic             |
| 2014 | Arsenal FC                  | 3 - 0                   | Manchester City FC         |
| 2015 | Arsenal FC                  | 1 - 0                   | Chelsea FC                 |
| 2016 | Manchester United FC        | 2 - 1                   | Leicester City             |
| 2017 | Arsenal FC                  | 1 - 1 (penals 4 - 1)    | Chelsea FC                 |
| 2018 | Manchester City FC          | 2 - 0                   | Chelsea FC                 |
| 2019 | Manchester City FC          | 1 - 1 (penals 5 - 4)    | Liverpool FC               |
| 2020 | Arsenal FC                  | 1 - 1 (penals 5 - 4)    | Liverpool FC               |
| 2021 | Leicester City              | 1 - 0                   | Manchester City FC         |
| 2022 | Liverpool FC                | 3 - 1                   | Manchester City FC         |
| 2023 | Arsenal FC                  | 1 - 1 (penals 4 - 1)    | Manchester City FC         |
| 2024 | Manchester City FC          | 1 - 1 (penals 7 - 6)    | Manchester United FC       |
| 2025 | Crystal Palace FC           | 2 - 2 (penals 3 - 2)    | Liverpool FC               |